# FIFA 100
FIFA 100 je seznam nejlepších žijících fotbalistů, který sestavil světoznámý brazilský útočník Pelé. Zveřejněn byl 4. března 2004 na oslavě 100. výročí FIFA v Londýně. 
Číslo 100 odkazuje na 100. výročí FIFA a ne na množství hráčů, kteří jsou v seznamu zahrnuti (ve skutečnosti je jich 125). Pelé byl požádán, aby vybral 50 aktivních a 50 bývalých hráčů, celkem tedy 100 hráčů. Pelé však řekl, že je příliš těžké zařadit na seznam pouze 50 bývalých fotbalistů. Seznam obsahuje 123 profesionálů a 2 ženské hráčky (Michelle Akersovou a Miu Hammovou). V době, kdy byl seznam vydán, bylo 50 hráčů stále aktivních.

## Kritika
Někteří fotbaloví odborníci zkritizovali způsob výběru hráčů. Britský politik a fotbalový znalec David Mellor napsal článek do novin o tom, že výběr byl spíše politicky motivován, než založen čistě na fotbalovém základě. Naznačil, že výběr je spíše z pera Seppa Blattera (prezident FIFA) a ne od Pelého. David Mellor si také všiml širokého geografického rozšíření vybraných hráčů, objektivní volba by více tíhla k Evropě a Jižní Americe.
Seznam je ignorován i díky tomu, že na seznamu nejsou takoví hráči jako třeba Lev Jašin, Bobby Moore, Garrincha, Denis Law či tehdy nejlepší střelec fotbalové historie Josef Bican. Nejpozoruhodnější ukázka opovržení vůči spornému seznamu přišla od starého Pelého kamaráda, bývalého brazilského záložníka Gérsona. Když se dozvěděl, že nebyl zařazen do FIFA 100, roztrhal v živém vysílání brazilské televize výtisk seznamu.

## Seznam
- Zdroj:[3]
- Hráči aktivní v době publikování seznamu jsou označeni (*).
- Jména hráčů, kteří byli aktivní ještě na konci roku 2008, jsou vytištěna kurzívou.

| Hráč           | Post | Datum narození |
| -------------- | ---- | -------------- |
| Gordon Banks   | B    | 30. 12. 1937   |
| David Beckham* | Z    | 2. 5. 1975     |
| Bobby Charlton | Z    | 11. 10. 1937   |
| Kevin Keegan   | Ú    | 14. 2. 1951    |
| Gary Lineker   | Ú    | 30. 11. 1960   |
| Michael Owen*  | Ú    | 14. 12. 1979   |
| Alan Shearer*  | Ú    | 13. 8. 1970    |

| Hráč                  | Post | Datum narození |
| --------------------- | ---- | -------------- |
| Gabriel Batistuta*    | Ú    | 1. 2. 1969     |
| Hernán Crespo*        | Ú    | 5. 7. 1975     |
| Alfredo Di Stéfano    | Ú    | 4. 7. 1926     |
| Mario Kempes          | Ú    | 15. 7. 1954    |
| Diego Maradona        | Ú    | 30. 10. 1960   |
| Daniel Passarella     | O    | 25. 5. 1953    |
| Javier Saviola*       | Ú    | 11. 12. 1981   |
| Omar Sívori           | Ú    | 2. 10. 1935    |
| Juan Sebastián Verón* | Z    | 9. 3. 1975     |
| Javier Zanetti*       | O/Z  | 10. 8. 1973    |

| Hráč                | Post | Datum narození |
| ------------------- | ---- | -------------- |
| Jan Ceulemans       | Z    | 28. 2. 1957    |
| Jean-Marie Pfaff    | B    | 4. 12. 1953    |
| Franky van der Elst | Z    | 30. 4. 1961    |

| Hráč            | Post | Datum narození |
| --------------- | ---- | -------------- |
| Carlos Alberto  | O    | 17. 7. 1944    |
| Cafu*           | O    | 7. 6. 1970     |
| Falcão          | Z    | 16. 10. 1953   |
| Pelé            | Ú    | 23. 10. 1940   |
| Júnior          | Z    | 29. 6. 1954    |
| Rivaldo*        | Z    | 19. 4. 1972    |
| Rivelino        | Z    | 1. 1. 1946     |
| Roberto Carlos* | O    | 10. 4. 1973    |
| Romário*        | Ú    | 29. 1. 1966    |
| Ronaldinho*     | Z/Ú  | 21. 3. 1980    |
| Ronaldo         | Ú    | 18. 9. 1976    |
| Djalma Santos   | O    | 27. 2. 1929    |
| Nílton Santos   | O    | 16. 5. 1927    |
| Sócrates        | Z    | 19. 2. 1954    |
| Zico            | Z/Ú  | 3. 3. 1953     |

| Hráč             | Post | Datum narození |
| ---------------- | ---- | -------------- |
| Christo Stoičkov | Ú    | 8. 2. 1966     |

| Hráč           | Post | Datum narození |
| -------------- | ---- | -------------- |
| Josef Masopust | Z    | 9. 2. 1931     |
| Pavel Nedvěd * | Z    | 30. 8. 1972    |

| Hráč             | Post | Datum narození |
| ---------------- | ---- | -------------- |
| Brian Laudrup    | Ú    | 22. 2. 1969    |
| Michael Laudrup  | Z    | 15. 6. 1964    |
| Peter Schmeichel | B    | 18. 11. 1963   |

| Hráč              | Post | Datum narození |
| ----------------- | ---- | -------------- |
| Eric Cantona      | Ú    | 24. 5. 1966    |
| Marcel Desailly*  | O    | 7. 9. 1968     |
| Didier Deschamps  | Z    | 15. 10. 1968   |
| Just Fontaine     | Ú    | 18. 8. 1933    |
| Thierry Henry*    | Ú    | 17. 8. 1977    |
| Raymond Kopa      | Z    | 31. 10. 1931   |
| Jean-Pierre Papin | Ú    | 5. 11. 1963    |
| Robert Pires*     | Z    | 29. 10. 1973   |
| Michel Platini    | Z    | 21. 6. 1955    |
| Lilian Thuram*    | O    | 1. 1. 1972     |
| Marius Trésor     | O    | 15. 1. 1950    |
| David Trézéguet*  | Ú    | 15. 10. 1977   |
| Patrick Vieira*   | Z    | 23. 6. 1976    |
| Zinedine Zidane*  | Z    | 23. 6. 1972    |

| Hráč       | Post | Datum narození |
| ---------- | ---- | -------------- |
| Abédi Pelé | Ú    | 5. 11. 1964    |

| Hráč        | Post | Datum narození |
| ----------- | ---- | -------------- |
| Davor Šuker | Ú    | 1. 1. 1968     |

| Hráč           | Post | Datum narození |
| -------------- | ---- | -------------- |
| Elías Figueroa | O    | 25. 10. 1946   |
| Iván Zamorano  | Ú    | 18. 1. 1967    |

| Hráč       | Post | Datum narození |
| ---------- | ---- | -------------- |
| Roy Keane* | Z    | 10. 8. 1971    |

| Hráč                  | Post | Datum narození |
| --------------------- | ---- | -------------- |
| Roberto Baggio*       | Ú    | 18. 2. 1967    |
| Franco Baresi         | O    | 8. 5. 1960     |
| Giuseppe Bergomi      | O    | 22. 12. 1963   |
| Giampiero Boniperti   | Ú    | 4. 7. 1928     |
| Gianluigi Buffon*     | B    | 28. 1. 1978    |
| Alessandro Del Piero* | Ú    | 9. 11. 1974    |
| Giacinto Facchetti    | O    | 18. 7. 1942    |
| Paolo Maldini*        | O    | 26. 6. 1968    |
| Alessandro Nesta*     | O    | 19. 3. 1976    |
| Gianni Rivera         | Z    | 18. 8. 1943    |
| Paolo Rossi           | Ú    | 23. 9. 1956    |
| Francesco Totti*      | Ú    | 27. 9. 1976    |
| Christian Vieri*      | Ú    | 12. 7. 1973    |
| Dino Zoff             | B    | 28. 2. 1942    |

| Hráč             | Post | Datum narození |
| ---------------- | ---- | -------------- |
| Hidetoši Nakata* | Z    | 22. 1. 1977    |

| Hráč           | Post | Datum narození |
| -------------- | ---- | -------------- |
| Hong Myung-Bo* | O    | 12. 2. 1969    |

| Hráč        | Post | Datum narození |
| ----------- | ---- | -------------- |
| Roger Milla | Ú    | 20. 5. 1952    |

| Hráč              | Post | Datum narození |
| ----------------- | ---- | -------------- |
| Carlos Valderrama | Z    | 2. 9. 1961     |

| Hráč        | Post | Datum narození |
| ----------- | ---- | -------------- |
| George Weah | Ú    | 1. 10. 1966    |

| Hráč          | Post | Datum narození |
| ------------- | ---- | -------------- |
| Ferenc Puskás | Ú    | 2. 4. 1927     |

| Hráč         | Post | Datum narození |
| ------------ | ---- | -------------- |
| Hugo Sánchez | Ú    | 11. 7. 1958    |

| Hráč                  | Post | Datum narození |
| --------------------- | ---- | -------------- |
| Michael Ballack*      | Z    | 26. 9. 1976    |
| Franz Beckenbauer     | O    | 11. 9. 1945    |
| Paul Breitner         | Z    | 5. 9. 1951     |
| Oliver Kahn*          | B    | 15. 6. 1969    |
| Jürgen Klinsmann      | Ú    | 30. 7. 1964    |
| Sepp Maier            | B    | 28. 2. 1944    |
| Lothar Matthäus       | Z    | 21. 3. 1961    |
| Gerd Müller           | Ú    | 3. 11. 1945    |
| Karl-Heinz Rummenigge | Ú    | 25. 9. 1955    |
| Uwe Seeler            | Ú    | 5. 11. 1936    |

| Hráč            | Post | Datum narození |
| --------------- | ---- | -------------- |
| Jay-Jay Okocha* | Z    | 14. 8. 1973    |

| Hráč                 | Post | Datum narození |
| -------------------- | ---- | -------------- |
| Marco van Basten     | Ú    | 31. 10. 1964   |
| Dennis Bergkamp*     | Ú    | 10. 5. 1969    |
| Johan Cruijff        | Ú    | 25. 4. 1947    |
| Edgar Davids*        | Z    | 13. 3. 1973    |
| Ruud Gullit          | Z    | 1. 9. 1962     |
| René van de Kerkhof  | Z    | 16. 9. 1951    |
| Willy van de Kerkhof | Z    | 16. 9. 1951    |
| Patrick Kluivert*    | Ú    | 1. 7. 1976     |
| Johan Neeskens       | Z    | 15. 9. 1951    |
| Ruud van Nistelrooy* | Ú    | 1. 7. 1976     |
| Rob Rensenbrink      | Ú    | 3. 7. 1947     |
| Frank Rijkaard       | Z    | 30. 9. 1962    |
| Clarence Seedorf*    | Z    | 1. 4. 1976     |

| Hráč     | Post | Datum narození |
| -------- | ---- | -------------- |
| Romerito | Ú    | 28. 8. 1960    |

| Hráč             | Post | Datum narození |
| ---------------- | ---- | -------------- |
| Teófilo Cubillas | Ú    | 8. 3. 1949     |

| Hráč            | Post | Datum narození |
| --------------- | ---- | -------------- |
| Zbigniew Boniek | Ú    | 3. 3. 1956     |

| Hráč       | Post | Datum narození |
| ---------- | ---- | -------------- |
| Eusébio    | Ú    | 25. 1. 1942    |
| Luís Figo* | Z    | 4. 11. 1972    |
| Rui Costa* | Z    | 29. 3. 1972    |

| Hráč          | Post | Datum narození |
| ------------- | ---- | -------------- |
| Gheorghe Hagi | Z    | 5. 2. 1965     |

| Hráč          | Post | Datum narození |
| ------------- | ---- | -------------- |
| Rinat Dasajev | B    | 13. 6. 1957    |

| Hráč           | Post | Datum narození |
| -------------- | ---- | -------------- |
| Kenny Dalglish | Ú    | 4. 3. 1951     |

| Hráč            | Post | Datum narození |
| --------------- | ---- | -------------- |
| El Hadji Diouf* | Ú    | 15. 1. 1981    |

| Hráč        | Post | Datum narození |
| ----------- | ---- | -------------- |
| George Best | Z    | 22. 5. 1946    |

| Hráč              | Post | Datum narození |
| ----------------- | ---- | -------------- |
| Emilio Butragueño | Ú    | 22. 7. 1963    |
| Luis Enrique*     | Z    | 8. 5. 1970     |
| Raúl*             | Ú    | 27. 6. 1977    |

| Hráč            | Post | Datum narození |
| --------------- | ---- | -------------- |
| Rüştü Reçber*   | B    | 10. 5. 1973    |
| Emre Belözoğlu* | Z    | 9. 7. 1980     |

| Hráč             | Post | Datum narození |
| ---------------- | ---- | -------------- |
| Andrij Ševčenko* | Ú    | 29. 9. 1976    |

| Hráč             | Post | Datum narození |
| ---------------- | ---- | -------------- |
| Enzo Francescoli | Ú    | 12. 11. 1961   |

| Hráč              | Post | Datum narození |
| ----------------- | ---- | -------------- |
| Michelle Akersová | Z    | 1. 2. 1966     |
| Mia Hammová       | Ú    | 17. 3. 1972    |